# Choi Jae-soo
Choi Jae-Soo (최재수?, 崔在洙?; Hongcheon, 2 maggio 1983) è un ex calciatore sudcoreano, di ruolo difensore.

## Palmarès

### Club

#### Competizioni nazionali
- Coppa di Lega sudcoreana: 2

Seoul: 2006
Ulsan Hyundai: 2011

#### Competizioni internazionali
- AFC Champions League: 2

Ulsan Hyundai: 2012
Jeonbuk Hyundai: 2016